# Pantortilla

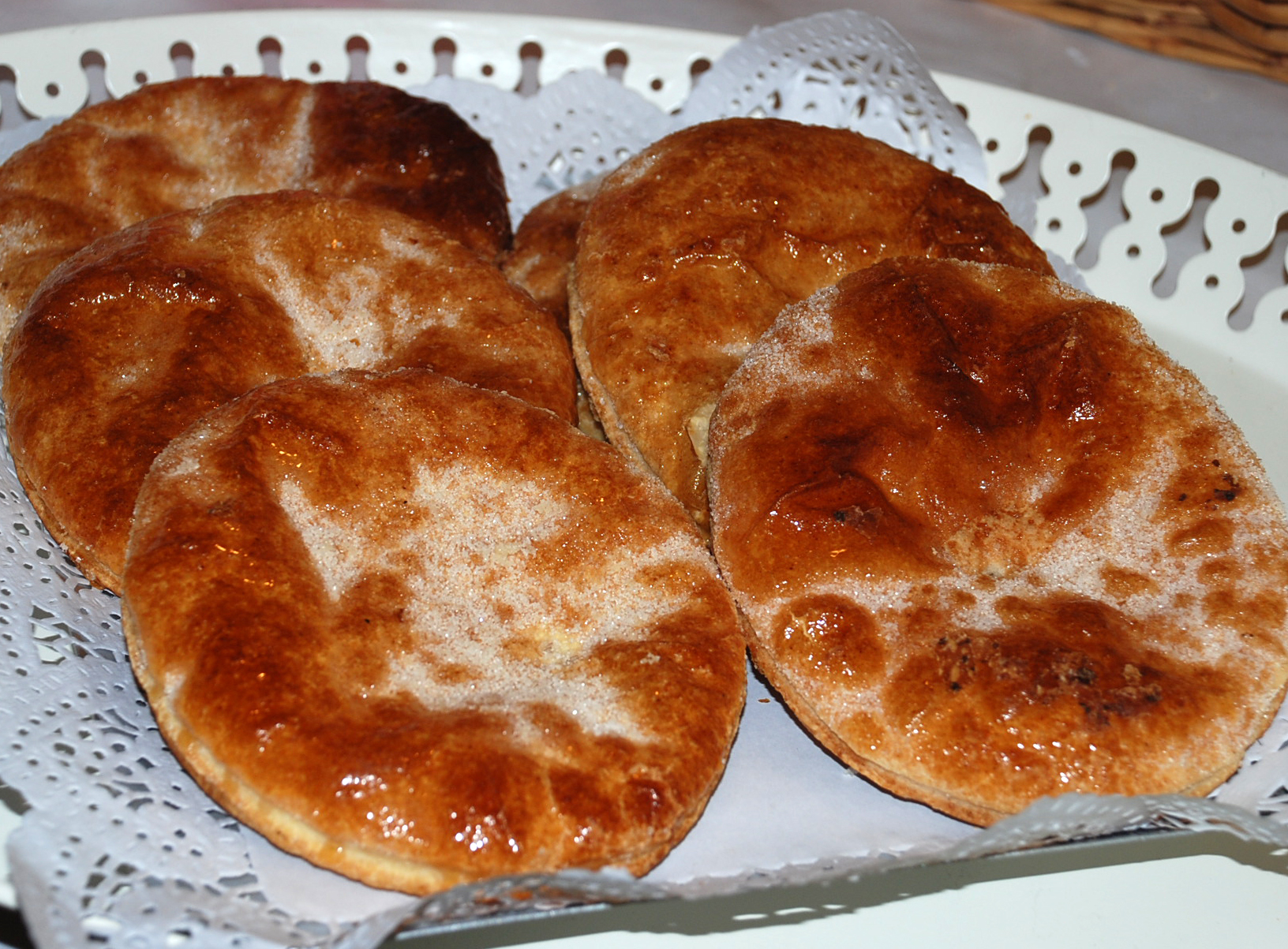
Pantortillas de Reinosa.

Las pantortillas son la especialidad en repostería típica de la ciudad de Reinosa, en Cantabria (España). Tienen forma plana y redonda o ligeramente elíptica, hecha de una masa de hojaldre con una capa de azúcar caramelizada en su mitad superior, que las distingue de otras especialidades de repostería. Su nombre se puede deber a la similitud de su forma y aspecto con el de la tortilla de patatas, o más probablemente como diminutivo de pantorta.
En el primer tercio del siglo XX, se fabricaron y comercializaron por "Galletas Hierro - La Concha", propiedad de D. Ángel Hierro Fernández, uno de los principales industriales de la época.
Dª. María de la Concepción Hierro Fernández, hija primogénita de D. Ángel Hierro Fernández, y cuyo nombre (Concha) inspiró el nombre de la fábrica, siempre afirmó que el origen de las famosas pantortillas tuvo lugar de la siguiente manera fortuita: en el obrador se cayó por accidente un gran trozo de mantequilla sobre una masa en la que ya estaba trabajando el pastelero. En vez de tirarlo, empezó a trabajar con dicha mezcla y el resultado fue las primeras pantortillas.
Dice la tradición popular que solamente en el clima y condiciones de Reinosa puede elaborarse la pantortilla, y que en ningún otro lugar se consigue prepararlas de la misma manera. Este postre es muy popular en la comarca de Campoo-Los Valles, de la que Reinosa es capital, aunque hoy en día se conoce en toda Cantabria, no obstante a menudo es difícil de encontrar fuera de esta comarca; en el resto de España no es un postre muy conocido, pues debido a que su producción no es muy grande, normalmente el producto no sale de su zona de origen.